# Johannes Zirngibl
Johannes Zirngibl (* 3. Februar 1999 in Landau an der Isar) ist ein deutscher American-Football-Spieler auf der Position des Defensive Ends.

## Werdegang
Zirngibl, der in seiner Jugend im Fußball aktiv war, begann 2017 bei den Plattling Black Hawks mit dem American Football. Für die erste Hälfte der GFL-Saison 2018 schloss er sich den Ingolstadt Dukes an. In neun Spielen verzeichnete er 17 Tackles und drei Sacks, womit er das Team in Sacks anführte. Im Sommer flog er nach Roswell, wo er das New Mexico Military Institute besuchte. Zirngibl kehrte nach wenigen Monaten aus den USA zurück und schloss sich den Straubing Spiders an. Bevor er sein Debüt bei den Spiders gab, nahm er im März 2019 am CFL Global Combine in Toronto teil. In Straubing führte er in allen drei Jahren das Team in Sacks an und war zudem 2021 teamintern Führender in Tackles. Mit den Spiders gewann er 2021 die GFL 2 Süd und stieg anschließend in die GFL auf. Im Januar 2022 wurde Zirngibl in den erweiterten Kader der deutschen Nationalmannschaft berufen. Nach Abschluss der regulären GFL-Saison 2022 wurde Zirngibl in das All-Star Team gewählt.
Für die Saison 2023 unterschrieb Zirngibl einen Vertrag bei den Munich Ravens aus der European League of Football (ELF).

## Statistiken
| Jahr                                            | Team              | Spiele | Tackles | Tackles | Tackles | Tackles | Tackles | Passverteidigung | Passverteidigung | Passverteidigung | Passverteidigung | Passverteidigung | Fumbles | Fumbles | Fumbles |
| Jahr                                            | Team              | Spiele | Total   | Solo    | Ast     | TFL     | Sack    | INT              | Yds              | TD               | BrUp             | PD               | FF      | FR      | TD      |
| ----------------------------------------------- | ----------------- | ------ | ------- | ------- | ------- | ------- | ------- | ---------------- | ---------------- | ---------------- | ---------------- | ---------------- | ------- | ------- | ------- |
| German Football League / GFL2                   |                   |        |         |         |         |         |         |                  |                  |                  |                  |                  |         |         |         |
| 2018                                            | Ingolstadt Dukes  | 09     | 17      | 08      | 09      | 05      | 3       | 0                | 0                | 0                | 2                | 2                | 0       | 0       | 0       |
| 2019                                            | Straubing Spiders | 11     | 67      | 35      | 32      | 20      | 8       | 0                | 0                | 0                | 0                | 0                | 1       | 0       | 0       |
| 2021                                            | Straubing Spiders | 08     | 38      | 16      | 22      | 11      | 5       | 0                | 0                | 0                | 7                | 7                | 0       | 0       | 0       |
| 2022                                            | Straubing Spiders | 10     | 54      | 28      | 26      | 14      | 4       | 0                | 0                | 0                | 3                | 3                | 1       | 0       | 0       |
| GFL/GFL2 Gesamt                                 | GFL/GFL2 Gesamt   | 38     | 176     | 87      | 89      | 50      | 20      | 0                | 0                | 0                | 12               | 12               | 2       | 0       | 0       |
| European League of Football                     |                   |        |         |         |         |         |         |                  |                  |                  |                  |                  |         |         |         |
| 2023                                            | Munich Ravens     | 12     | 47      | 19      | 28      | 16      | 5,5     | 0                | 0                | 0                | 3                |                  | 1       | 3       | 1       |
| ELF Gesamt                                      | ELF Gesamt        | 12     | 47      | 19      | 28      | 16      | 5,5     | 0                | 0                | 0                | 3                |                  | 1       | 3       | 1       |
| Quellen: stats.gfl.info, sportsmetrics.football |                   |        |         |         |         |         |         |                  |                  |                  |                  |                  |         |         |         |

## Privates
Zirngibl ist gelernter Metallbauer. Er ist mit der gebürtigen Niederbayerin Laura Weber liiert.

## Belege
1. ↑  Kader Stuttgart Surge (2023). In: sportschau.de. Abgerufen am 5. Juli 2023.
2. ↑  Johannes Zirngibl. In: footbowl.eu. Abgerufen am 5. Juli 2023 (englisch).
3. ↑  Goetz Ritter: Johannes Zirngibl zu den Dukes. In: american-football.com. 7. Februar 2018, abgerufen am 19. Januar 2022.
4. 1 2  Maximilian Andorfer: Straubing Spiders verpflichten Johannes Zirngibl. In: idowa.de. 1. November 2018, abgerufen am 19. Januar 2022.
5. ↑  National Combine der Canadian Football League mit sechs Deutschen live erleben! In: afvd.de. 21. März 2019, abgerufen am 19. Januar 2022.
6. ↑  Vorläufiger Kader der Herren-Nationalmannschaft benannt. In: afvd.de. 28. Januar 2022, abgerufen am 19. Januar 2022.
7. ↑  Alex Malchow: Germany: 2022 German Football League All-Stars announced. In: americanfootballinternational.com. 10. September 2022, abgerufen am 19. Januar 2022 (englisch).
8. ↑  Munich Ravens verpflichten Nationalspieler Johannes Zirngibl für Defensive Line. In: munichravens.com. 16. November 2022, abgerufen am 19. Januar 2022.
9. ↑  Statistiken German Football League. In: stats.gfl.info. Abgerufen am 19. Januar 2023 (englisch).
10. ↑  SportsMetrics. Abgerufen am 7. September 2023.

| Personendaten    | Personendaten                       |
| ---------------- | ----------------------------------- |
| NAME             | Zirngibl, Johannes                  |
| KURZBESCHREIBUNG | deutscher American-Football-Spieler |
| GEBURTSDATUM     | 3. Februar 1999                     |
| GEBURTSORT       | Landau an der Isar                  |